# Вердино
 Вердино — деревня в Смоленской области России, в Духовщинском районе. Население — 3 жителя (2007 год). Расположена в северной части области в 30 км к северу от Духовщины, между железнодорожной веткой Смоленск — Озёрный и автодорогой Р136 Смоленск — Нелидово. Входит в состав Береснёвского сельского поселения.
Восточнее деревни находится исток реки Гобза.

## История
15 июля 1941 года деревня была оккупирована немецкими войсками.
в 1942 году бои 234-й Ярославской коммунистической стрелковой дивизии с фашистами были исключительно ожесточенными. На стороне противника действовали два пехотных полка 246 фольксгренадерской (пехотной) дивизии и до 5 саперных и строительных батальонов, а также карательные отряды. Благодаря внезапности противнику был нанесен большой урон в живой силе и технике. Только в бою за д. Заречье противник оставил на поле боя до 300 трупов, в д. Песчиво — 90 трупов, Узвоз — более 100 трупов, в д. Вердино до 400 трупов. В этих боях, продолжавшихся с 27.3 по 4.4.1942 г. было отбито свыше 20 населенных пунктов. Кх 1 Архивная копия от 26 мая 2021 на Wayback Machine
5.4.1942 противник подтянул к месту боев 7-ю танковую дивизию (вермахт) и при поддержке большого количества самолётов перешел в контрнаступление. О мощи авиации противника может свидетельствовать такой факт: в течение 5.4.42 г. на подразделения 1342 сп самолёты противника совершили более 500 вылетов, на подразделения 1350 сп — более 300.
В марте-апреле 1942 г. результате боев 234-й Ярославской коммунистической стрелковой дивизии были разбиты следующие части противника: 7-я танковая дивизия (вермахт), 689 и 404 пп 246 пд, а также 380 мостовая колонна, 418 строительный батальон, 210 строительный мостовой батальон, 984 запасной строительный батальон, 246 развед. велоэскадрон и часть 246 ап, в том числе его штаб. Противнику ценой больших потерь удалось потеснить наши части на участке Вердино — х. Клестово на 2-3 км, на участке Мужицкое- Узвоз -Милютина — на 0,5-1км и на участке Литвинова-Амшара (вдоль большака) на 4-5 км. Кх 1 Архивная копия от 26 мая 2021 на Wayback Machine .
Освобождена 30 июля 1943 года войсками Калининского фронта, силами 39-й армии. Особо отличившейся в боях при прорыве сильно укрепленной полосы противника 134-й стрелковой дивизии приказом ВГК присвоено наименование Вердинская.